# فرودگاه اینیوکرن
فرودگاه اینیوکرن (به انگلیسی: Inyokern Airport) یک فرودگاه همگانی بهره‌برداری هوایی با کد یاتا IYK است که یک باند فرود آسفالت دارد و طول باند آن ۱۹۱۳ متر است. این فرودگاه در کشور ایالات متحده آمریکا قرار دارد و در ارتفاع ۷۴۸ متری از سطح دریا واقع شده‌است.